# 伊藤真澄
伊藤 真澄（いとう ますみ、5月21日 - ）は、日本の女性シンガーソングライター、作曲家、編曲家、ピアニスト、キーボーディスト、マニピュレーター。茨城県出身。武蔵野音楽大学卒業。夫は音楽プロデューサー（ランティス副社長）の伊藤善之。

## 略歴
ランティスに所属しており、経営にも携わっている。1993年頃までは新田 真澄名義も使用していた。また、1998年ごろからはBGMの作曲・編曲を行う際の名義として七瀬光を使用するようになった。現在は七瀬光名義でボーカル曲の制作を行うことはあるが、伊藤真澄名義でBGM制作を行うことはあまりない。
参加ユニットに、「イキル」、「SYNERGY SYSTEM」、「midori」、「AQUA VOCE」、「Oranges & Lemons」、「マリアリア」、「TO-MAS SOUNDSIGHT FLUORESCENT FOREST」がある。Heart of AirはCDのインナーなどでユニット名として説明される場合もあるが、伊藤以外のメンバーは毎回異なり、伊藤一人のユニットの場合もあるため、実質上は伊藤のアンビエント系音楽用名義である。
ボーカルの他に、コーラス、ピアノ演奏、キーボード演奏、シンセサイザープログラムなども行っている。

## 作品
※ 廃盤を除く

### シングル
| 枚  | 発売日         | タイトル                 | 規格品番   | レーベル    |
| --- | -------------- | ------------------------ | ---------- | ----------- |
| 1st | 2001年12月29日 | 瞳の中に                 | LACM-4041  | Lantis      |
| 2nd | 2003年4月23日  | 優しい愛の羽             | LACM-4094  | Lantis      |
| 3rd | 2004年5月26日  | ふたりだから             | LACM-4134  | Lantis      |
| 4th | 2005年6月29日  | 少年ハミング             | LHCM-1010  | Mellow Head |
| 5th | 2009年8月26日  | 透明な祈り               | LHCM-1068  | Mellow Head |
| 6th | 2012年8月8日   | ユメのなかノわたしのユメ | LACM-4965  | Lantis      |
| 7th | 2013年5月8日   | 予感                     | LACM-14085 | Lantis      |

### アルバム
| 枚    | 発売日         | タイトル            | 規格品番   | レーベル |
| ----- | -------------- | ------------------- | ---------- | -------- |
| 1st   | 1993年9月26日  | Harmonies of heaven | KECH-1046  | コーエー |
| 2nd   | 2001年11月7日  | 花の音              | LACA-5076  | Lantis   |
| 3rd   | 2003年12月26日 | 夢降る森へ          | LACA-5214  | Lantis   |
| [ 2 ] | 2004年7月22日  | Harmonies of heaven | LACA-5304  | Lantis   |
| 4th   | 2012年12月26日 | Wonder Wonderful    | LACA-15264 | Lantis   |

### セルフトリビュートアルバム
| 枚  | 発売日        | タイトル               | 規格品番   | レーベル |
| --- | ------------- | ---------------------- | ---------- | -------- |
| 1st | 2012年6月27日 | Heart of Magic Garden  | LACA-15185 | Lantis   |
| 2nd | 2014年8月27日 | Heart of Magic Garden2 | LACA-15448 | Lantis   |

### タイアップ
| 楽曲                        | タイアップ                                                                  |
| --------------------------- | --------------------------------------------------------------------------- |
| まあるい空                  | テレビアニメ『宇宙海賊ミトの大冒険 2人の女王様』エンディングテーマ          |
| 今日の花                    | テレビアニメ『魔法少女猫たると』オープニングテーマ                          |
| 家路                        | テレビアニメ『宇宙海賊ミトの大冒険』エンディングテーマ                      |
| GLOW OF LOVE                | PSゲーム『エターナルメロディ』オープニングテーマ                            |
| 夢見る力                    | PSゲーム『エターナルメロディ』エンディングテーマ                            |
| 瞳の中に                    | PSゲーム『シスター・プリンセス 〜ピュア・ストーリーズ〜』主題歌             |
| MELODY                      | PSゲーム『シスター・プリンセス 〜ピュア・ストーリーズ〜』イメージソング     |
| KISS ME SUNLIGHTS           | PS2ゲーム『ZONE OF THE ENDERS Z.O.E』オープニングテーマ                     |
| 優しい愛の羽                | テレビアニメ『天使のしっぽCHU!』オープニングテーマ                          |
| ねむねむ天使                | テレビアニメ『天使のしっぽCHU!』エンディングテーマ                          |
| Love Wing (instrumental)    | テレビアニメ『天使のしっぽCHU!』劇中曲                                      |
| Sleepy angel (instrumental) | テレビアニメ『天使のしっぽCHU!』劇中曲                                      |
| 愛の星                      | テレビアニメ『天使のしっぽ』挿入歌                                          |
| しずかの街                  | テレビアニメ『魔法少女猫たると』イメージソング                              |
| Blue flow                   | テレビアニメ『灰羽連盟』エンディングテーマ                                  |
| ふたりだから                | テレビアニメ『恋風』エンディングテーマ                                      |
| 野の花は風にゆれる          | テレビアニメ『恋風』挿入歌                                                  |
| おぼえてる?                 | テレビアニメ『恋風』挿入歌                                                  |
| 少年ハミング                | テレビアニメ『絶対少年』エンディングテーマ                                  |
| うたかた                    | テレビアニメ『絶対少年』イメージソング                                      |
| 透明な祈り                  | テレビアニメ『うみものがたり 〜あなたがいてくれたコト〜』エンディングテーマ |
| 星達の午後                  | テレビアニメ『うみものがたり 〜あなたがいてくれたコト〜』挿入歌             |
| ユメのなかノわたしのユメ    | テレビアニメ『人類は衰退しました』エンディングテーマ                        |
| 予感                        | テレビアニメ『RDG レッドデータガール』エンディングテーマ                    |

### コンピレーション
- METAL BLACK -The First-
  - 1997年6月21日発売 / ZTTL-0012 / TAITO
    - Waste days (track.8)
    - Time (track.11)
      - 業務用ゲーム『メタルブラック』アレンジアルバム内イメージソング
      - 作曲・編曲：渡部恭久(Yack.) / 作詞：ばびー(BABI) / Vocal・Chorus：伊藤真澄
- La la la Paradise
  - 2000年7月26日発売 / LADA-1003 / Lantis
    - ひとつ
      - DCゲーム『ねっと DE ぱら』ED主題歌
      - 作詞：谷口正明 / 作曲・編曲：伊藤真澄
- DREAMIN' / LOVE BLOOM
  - 2001年2月21日発売 / LACM-4009 / Lantis
    - DREAMIN'
      - PSゲーム『シスタープリンセス』挿入歌
      - 作詞：谷口正明 / 作曲・編曲：伊藤真澄

    - LOVE BLOOM
      - PSゲーム『シスタープリンセス』挿入歌
      - 作詞：谷口正明 / 作曲・編曲：伊藤真澄

    - MELODY（unplugged version）
- レッツセイル!バトシーラー
  - 2001年5月23日発売 / LADA-1007 / Lantis
    - まほうのことば
      - TVアニメ『仰天人間バトシーラー』ED主題歌
      - 作詞：谷口正明 / 作曲・編曲：伊藤真澄
- プエルのテーマ
  - 2003年12月26日発売 / LACM-4113 / Lantis
    - お月さまとルルル
      - PS2ゲーム『プリモプエル おしゃべりは～とな～』イメージソング
      - 作詞：畑亜貴 / 作曲・編曲：伊藤真澄
- ちっちゃくピース!
  - 2006年9月6日発売 / LHCM-1023 / Mellow Head
    - あしたの花かご
      - PS2ゲーム『びんちょうタン しあわせ暦』ED主題歌
      - 作詞：さねよしいさ子 / 作曲：伊藤真澄 / 編曲：近藤研二
- Tears...for truth 〜true tearsイメージソング集〜
  - 2008年4月16日発売 / LACA-5763 / Lantis
- おうちがいちばん
  - 2008年5月21日発売 / LHCM-1041 / Mellow Head
    - おうちがいちばん（wonderful version）
      - 作詞：畑亜貴 / 作曲・編曲：伊藤真澄
- Lantis 10th anniversary Best -090927-
  - 2009年9月9日発売 / LACA-9161 〜 LACA-9162 / Lantis
    - 空耳ケーキ〜Electro〜
      - 作詞：畑亜貴 / 作曲・編曲：伊藤真澄
- 湯乃鷺リレイションズ
  - 2011年6月8日発売 / LACM-15122 / Lantis
    - 柔らかな時間の中で
      - TVアニメ『花咲くいろは』喜翆荘イメージソング
      - 作詞：rino / 作曲・編曲：伊藤真澄
- IKA LOVE
  - 2011年12月7日発売 / LASA-5098 / GloryHeaven
    - 「イカ娘」絵描き歌
      - TVアニメ『侵略!イカ娘』イメージソング
      - 作詞：横手美智子 / 作曲・編曲：伊藤真澄
- Heart of Magic Garden
  - 2012年6月27日発売 / LACA-15185 / Lantis
    - Blue flow（アコースティックアレンジ）
      - TVアニメ『灰羽連盟』エンディングテーマ
      - 作詞：畑 亜貴 / 作曲・編曲：伊藤真澄
- RDG レッドデータガール インスパイアードアルバム
  - 2013年6月5日発売 / LACA-15303 / Lantis
    - 明日になる前に
      - TVアニメ『RDG レッドデータガール』イメージソング
      - 作詞：畑 亜貴 / 作曲・編曲：伊藤真澄

    - 星と眠りの物語
      - TVアニメ『RDG レッドデータガール』イメージソング
      - 作詞：畑 亜貴 / 作曲・編曲：伊藤真澄
- Heart of Magic Garden2
  - 2014年8月27日発売 / LACA-15448 / Lantis
    - ユメのなかノわたしのユメ（アコースティックアレンジ）
      - TVアニメ『人類は衰退しました』エンディングテーマ
      - 作詞：畑 亜貴 / 作曲・編曲：伊藤真澄

### ピアノ伴奏
- 「日常」の合唱曲
  - 2011年10月5日発売 / LACM-15151 / Lantis

## 提供
- ハナウタノハレルヤ！
  - 歌：まじかるにゃんにゃん（望月久代・倉田雅世・山本麻里安）
- One Drop
  - 歌：野川さくら
- ちいさなまほう
  - 歌：沢城みゆき
- Little Bird
  - 歌：南都夜々（桑谷夏子）
- ヘンな神さま知ってるよ
  - 歌：乱崎優歌（花澤香菜）

など

## 出演

### ナレーション
- ハインツ
- スリーエフ
- ファミリーマート
- 丸八真綿

など

## BGM
※特記以外、七瀬光名義
- IS 〈インフィニット・ストラトス〉シリーズ
- 宇宙海賊ミトの大冒険
- エクスドライバー（JAM Projectと連名）
- 鍵姫物語 永久アリス輪舞曲
- CANAAN
- ガンパレード・オーケストラ（古川昌義と連名）
- Gift 〜ギフト〜 eternal rainbow
- ギャラクシーエンジェルシリーズ
- 境界の彼方
- クロノクルセイド
- 恋する天使アンジェリーク 〜かがやきの明日〜
- 小林さんちのメイドラゴン（本人名義）
- この中に1人、妹がいる!
- シゴフミ
- 神曲奏界ポリフォニカシリーズ
- スクラップド・プリンセス
- 絶対少年
- タクティカルロア
- Z.O.E 2167 IDOLO
- Z.O.E Dolores, i
- D.C. 〜ダ・カーポ〜（菅野祐悟と連名）
- D.C.S.S. 〜ダ・カーポ セカンドシーズン〜
- 超GALS!寿蘭
- 超重神グラヴィオンシリーズ
- 鉄甲機ミカヅキ
- 夏色キセキ（本人名義、虹音と連名）
- 西の善き魔女 Astraea Testament
- ネオ アンジェリーク Abyssシリーズ
- ノエイン もうひとりの君へ
- 緋色の欠片
- 緋色の欠片 第二章
- ぴたテン
- Phantom 〜Requiem for the Phantom〜
- “文学少女”シリーズ（本人名義）
- 魔法少女猫たると
- ロイヤルブラッド（新田真澄名義）
- 提督の決断II（本人名義）

など